# Daletice
Daletice é um município da Eslováquia, situado no distrito de Sabinov, na região de Prešov. Tem 2,49 km² de área e sua população em 2018 foi estimada em 97 habitantes.

## Demografia
| Ano:        | 1994 | 2004    | 2014 | 2024 |
| ----------- | ---- | ------- | ---- | ---- |
| Broj ljudi: | 121  | 100     | 100  | 95   |
| Razlika:    |      | -17,35% | +0%  | -5%  |

| Ano:               | 2023 | 2024 |
| ------------------ | ---- | ---- |
| Número de pessoas: | 95   | 95   |
| Diferença:         |      | +0%  |